# 昂梅达赞县
昂梅达赞县是缅甸曼德勒省下辖的县。下辖的昂梅达赞镇区、巴登枝镇区属曼德勒市发展委员会所管理之曼德勒市域。首府位于昂梅达赞镇区。

## 历史
2022年4月30日，由原曼德勒县、彬乌伦县析置。

## 行政区划
昂梅达赞县下辖3个镇区：
- 昂梅達贊鎮區
- 巴登枝镇区
- 马德亚镇区（英语：Madaya Township）